# مارکو پانلا

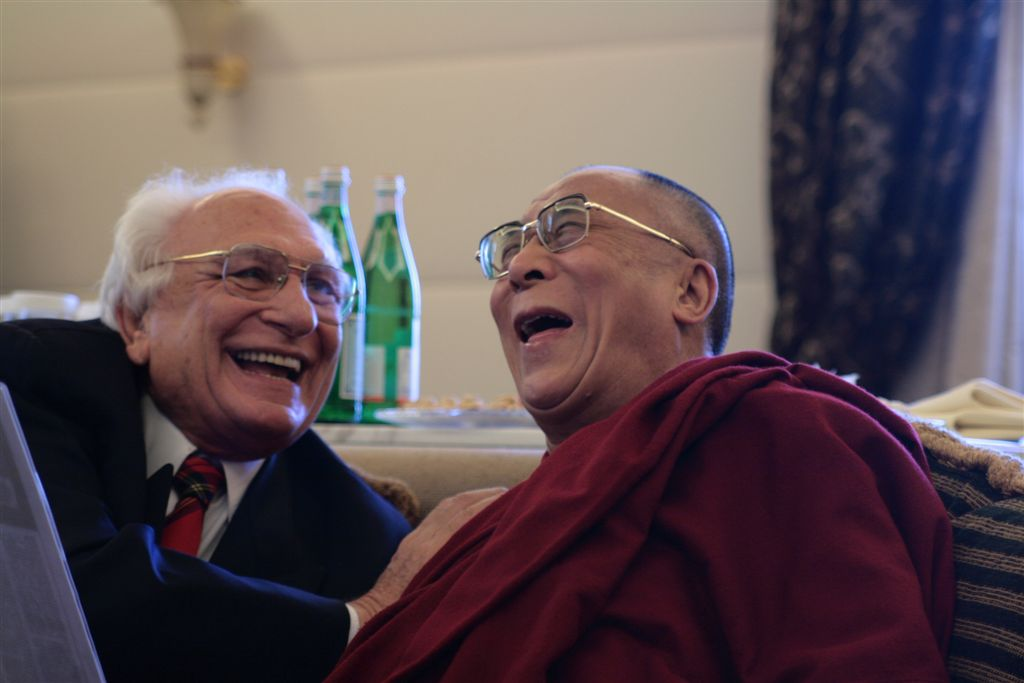
پانلا و دالایی لاما

مارکو پانِلا (به ایتالیایی: Marco Pannella)‏ (۲ مهٔ ۱۹۳۰ – ۱۹ مهٔ ۲۰۱۶) یک روزنامه‌نگار، مبارزِ حقوقِ مدنی و سیاست‌مدار اهلِ ایتالیا بود. پانلا، رهبرِ تاریخیِ حزب رادیکال این کشور و مبارزِ حقوقِ مدنی بود. او حزبِ رادیکالِ ایتالیا را در سالِ ۱۹۵۵ پایه‌گذاری کرد. پانلا هرگز در دولت عضویت نداشت اما با اینحال، یکی از برجسته‌ترین چهره‌های سیاسی ایتالیا بود.

## کارها
او در خطِ مقدمِ همهٔ مبارزات مدنی و حقوقِ بشری از جمله مبارزه برای حقِ طلاق در دههٔ ۱۹۶۰، مبارزه برای حقِ سقطِ جنین در دههٔ ۱۹۷۰، کارزار مبارزه بر ضدِ شکار، لغوِ حبسِ ابد و مبارزه علیه همجنسگراستیزی شرکت داشت. پانلا همچنین در خط مقدم کارزارهای موفقی مانندِ پایان‌دادن به نظام انتخاباتی تناسبی محض در ابتدای دهه ۱۹۹۰ و لغوِ تولیدِ انرژی هسته‌ای در ایتالیا در سال ۲۰۱۱ فعالیت کرد.

### مبارزهٔ غیرِ متعارف
شیوهٔ مبارزاتِ غیرمتعارفِ او از جمله استفاده از ابزارِ اعتصاب غذا در ۸۱ سالگی بر ضدِ ازدحامِ بیش از حدِ زندان‌ها او را در معرضِ توجهِ عموم قرار داد و به بهای جراحیِ عضو برای او تمام شد.
او در طول فعالیت‌های سیاسی‌اش با چپ و راست در ایتالیا ائتلاف کرده بود.

### حمایتِ سیاسی از بازیگرِ پورنو
پانلا وقتی از نظرِ بین‌المللی شهرت پیدا کرد که در دههٔ ۱۹۸۰ ایونا استلر، بازیگر فیلم‌های پورنو را واردِ حزبِ رادیکال کرد و این بازیگر توانست در انتخاباتِ پارلمانی ۱۹۸۷ ایتالیا واردِ پارلمان شود. پانلا چهار بار به عنوان نماینده در پارلمان اروپا از ۱۹۷۹ تا ۲۰۰۴ خدمت کرد.

## زندگی شخصی

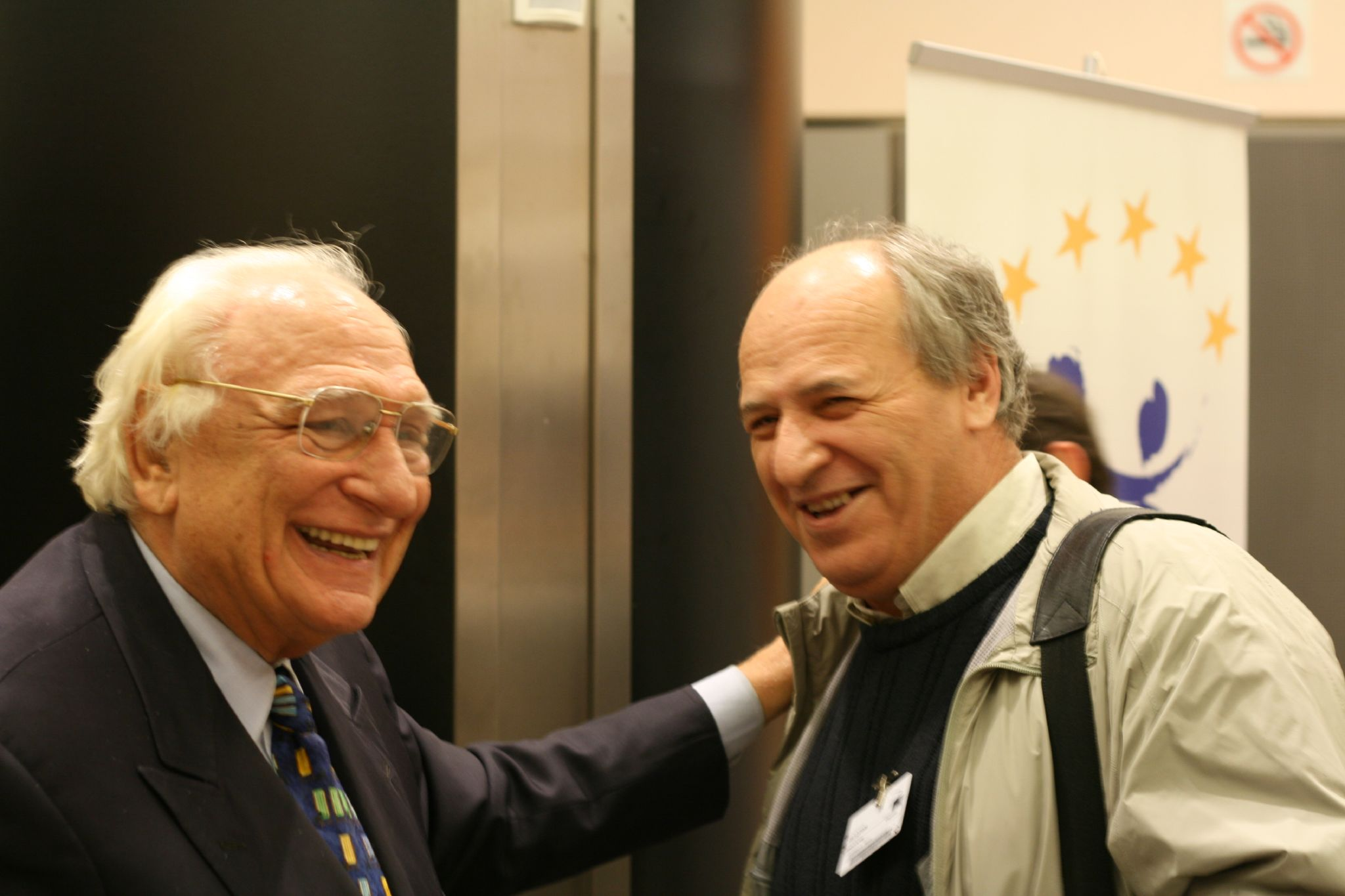
مارکو پانلا، نماینده پارلمان اروپا، عمر خانبیف، وزیر بهداشت سابق چچن در دولت ماسخدوف

پانلا هرگز ازدواج نکرد و فرزندی هم نداشت. او چندین دهه با دوست دختر خود، میرلا پاراچینی زندگی کرد. پانلا در مصاحبه‌ای در سال ۲۰۱۰ میلادی اعلام کرد که رابطهٔ او و پاراچینی یک رابطه باز «بدون حسادت» بوده است. پانلا در همان مصاحبه اعلام کرد که دوجنس‌گرا می‌باشد و «سه یا چهار» رابطهٔ جدی با مردان داشته است. پانلا آتئیست بود.